# Me 321滑翔機
Me 321滑翔機世界上最巨型的滑翔機，也因此它得到了巨人（GIGANT）的稱號，其發展初心是要用於納粹德軍再次攻打英國做準備，為此德國空軍開出了標書並得到5家德國飛機公司總共13個設計方案，梅塞施密特的設計最終打敗了原本最被看好的容克斯Ju 322哥利亞而得到軍方200架訂單。

## 基本資料
- 乗員:2名飛行員+200名士兵
- 全長:28.15米
- 全幅:55米
- 全高:10.15米
- 空重:12,400公斤
- 全備重量:34,400公斤
- 最快速度:160公里/小時(拖航時)
- 航程:400公里（滑翔飛行）
- 武装:4挺MG 15機槍

## 型號
- Me 321A-1
- Me 321B-1

## 設計
Me 321滑翔機可說是圍標著機身前方那個108立方米的貨艙設計，其機身貨艙地板面積為40平方米，地板以金屬橫樑舖成，可承載22噸貨物，在中段增設輔助隔板後能乘坐200名士兵，其整個機身結構是一個巨大鐵枝骨架，尾翼是木製，在機身正前方的機頭是一個可以打開的大機門，運貨卡車可直接駛入機內，機翼是四條鋼鐵焊接主樑再加上眾多木製翼肋，整架飛機都外覆帆布。
Me 321滑翔機的起落架在起飛時是一組大機輪，當Me 321滑翔機要起飛時要用三架Bf 110戰鬥機拖著，之後由於這樣而引致事故，故改為把兩架He 111轟炸機合併而成的He 111Z牽引機拖著升空，在其機翼下方有時也加上8個助推火箭，當它起飛後那組大機輪和助推火箭就會被拋棄，當Me 321滑翔機被拖著飛行一段距離後，連接兩者的鋼索就會斷開，Me 321滑翔機繼續以滑翔方式飛行。
Me 321滑翔機是一架簡單的高翼滑翔機，其機翼也和其他滑翔機那樣修長，其飛行很穩定，當它到達目的地要降落時是用機底的一組滑板滑行。

## 實戰
當200架Me 321滑翔機被生產出來後，原本構想的再次攻打英國並無發生，Me 321滑翔機改為用於東線蘇聯戰場，運送大批物資給被蘇軍包圍的德軍地面部隊，但在實戰當中發現若要以拖著起飛的方式使用Me 321，其起飛跑道需要1400米，由於要找這樣的機場有困難，這樣就限制了Me 321的使用，而有了為Me 321加上動力的要求，結果把6個法國製發動機加在Me 321成為Me 323運輸機。
需要指出的是，不論是Me 321還是Me323在空中祇能以護航戰機保護，而隨著納粹德國空軍漸失去制空權，在空中的Me321或Me 323遇上盟軍戰機祇能以那4挺MG 15機槍自保但這根本就是以卵擊石，故所有Me 321和Me 323皆已毀於戰爭當中。

## 使用國家
- 納粹德國

## 外部連結
- Me 321 （页面存档备份，存于）
- Me 321 Lastensegler Erstflug in Leipheim am 25.02.1941 （页面存档备份，存于）
- Karl Hoeffkes - Transportsegelflugzeug ME 321 "Gigant" (M255) （页面存档备份，存于）